# Alphaherpesvirinae
Die Alphaherpesvirinae bilden eine Unterfamilie der Virusfamilie Orthoherpesviridae in der Ordnung Herpesvirales (Herpesviren). Sie besteht aus folgenden Gattungen (mit den wichtigsten Virusspezies, (✴) zeigt die ehemaligen Typusspezies an):
- Genus Iltovirus

- Spezies Iltovirus cacatuidalpha2
- Spezies Iltovirus gallidalpha1 mit  Hühner-Herpesvirus 1
(en. Gallid alphaherpesvirus 1, GaHV-1, wiss. Iltovirus gallidalpha1) (✴), Erreger der Infektiösen Laryngotracheitis
- Spezies Iltovirus psittacidalpha1 mit Papageien-Herpesvirus 1
(en. Psittacid alphaherpesvirus 1, PsHV-1, wiss. Iltovirus psittacidalpha1)
- Spezies Iltovirus psittacidalpha5 mit Papageien-Herpesvirus 5

- Genus Mardivirus

- Spezies Mardivirus anatidalpha1
- Spezies Mardivirus columbidalpha1 mit Columbid alphaherpesvirus 1 inkl. Falconid herpesvirus 1
- Spezies Hühner-Herpesvirus 2
(en. Gallid alphaherpesvirus 2, GaHV-2, wiss. Iltovirus gallidalpha2) (✴), Erreger der Marek-Krankheit
- Spezies Hühner-Herpesvirus 3
(en. Gallid alphaherpesvirus 3, GaHV-3, wiss. Mardivirus gallidalpha3)
- Spezies Mardivirus meleagridalpha1
- Spezies Mardivirus spheniscidalpha1

- Genus Scutavirus

- Spezies  Schildkröten-Herpesvirus 5
(en. Chelonid alphaherpesvirus 5, Chelonid fibropapilloma-associated herpesvirus, CFPHV oder ChHV-5, wiss. Scutavirus chelonidalpha5) (✴)
- Spezies Scutavirus testudinidalpha3

- Genus Simplexvirus

- Spezies Simplexvirus atelinealpha1
- Spezies Bovines Herpesvirus 2
(en. Bovine alphaherpesvirus 2, BoHV-2, wiss. Simplexvirus bovinealpha2)
- Spezies Simplexvirus cercopithecinealpha2
- Spezies Herpes-simplex-Virus-1
(Humanes Herpesvirus 1, en. Human alphaherpesvirus 1, HSV-1 oder HHV-1, wiss. Simplexvirus humanalpha1) (✴)
- Spezies Herpes-simplex-Virus-2
(Humanes Herpesvirus 2, en. Human alphaherpesvirus 2, HSV-2 oder HHV-2, wiss. Simplexvirus humanalpha2)
- Spezies Simplexvirus leporidalpha4
- Spezies Herpesvirus simiae
(Cercopithecines Herpesvirus 1, en. Macacine alphaherpesvirus 1, CeHV-1. wiss. Simplexvirus macacinealpha1)
- Spezies Simplexvirus macacinealpha2
- Spezies Simplexvirus macacinealpha3
- Spezies Simplexvirus macropodidalpha1
- Spezies Simplexvirus macropodidalpha2
- Spezies Simplexvirus macropodidalpha4
- Spezies Simplexvirus paninealpha3
- Spezies Simplexvirus papiinealpha2
- Spezies Simplexvirus pteropodidalpha1
- Spezies Simplexvirus pteropodidalpha2
- Spezies Simplexvirus saimiriinealpha1

- Genus Varicellovirus

- Spezies Bovines Herpesvirus 1
(en. Bovine alphaherpesvirus 1, BoHV-1)
- Spezies Varicellovirus bovinealpha5
- Spezies Varicellovirus bubalinealpha1
- Spezies Canines Herpesvirus 1
(en. Canid alphaherpesvirus 1, CHV-1 oder CaHV-1, wiss. Varicellovirus canidalpha1)
- Spezies Varicellovirus caprinealpha1
- Spezies Varicellovirus cercopithecinealpha9
- Spezies Varicellovirus cervidalpha1
- Spezies Varicellovirus cervidalpha2
- Spezies Varicellovirus cervidalpha3
- Spezies Equines Herpesvirus 1 (Pferde-Abort-Virus, en. Equid alphaherpesvirus 1, EHV-1, wiss. Varicellovirus equidalpha1)
- Spezies Equines Herpesvirus 3 (Koitalexanthem-Virus der Pferde, en. Equid alphaherpesvirus 3, EHV-3, wiss. Varicellovirus equidalpha3)
- Spezies Equines Herpesvirus 4 (Rhinopneumonitis-Virus der Pferde, en. Equid alphaherpesvirus 4, EHV-4, wiss. Varicellovirus equidalpha4)
- Spezies Varicellovirus equidalpha6
- Spezies Equines Herpesvirus 8 (Esel-Herpesvirus 3, en. Equid alphaherpesvirus 8, EHV-8, wiss. Varicellovirus equidalpha8)
- Spezies Equines Herpesvirus 9 (Gazellen-Herpesvirus, en. Equid alphaherpesvirus 9, EHV-9, wiss. Varicellovirus equidalpha9)
- Spezies Varicellovirus felidalpha1
- Spezies Varizella-Zoster-Virus
(Humanes Herpesvirus 3, en. Human alphaherpesvirus 3, VZV oder HHV-3, wiss. Varicellovirus monodontidalpha1) (✴)
- Spezies Varicellovirus phocidalpha1
- Spezies Varicellovirus suidalpha1

- ohne Gattungszuordnung:

- Spezies  „Schildkröten-Herpesvirus 6“
(en. Chelonid alphaherpesvirus 6, ChHV-6)